# 쓰가루 다메노부

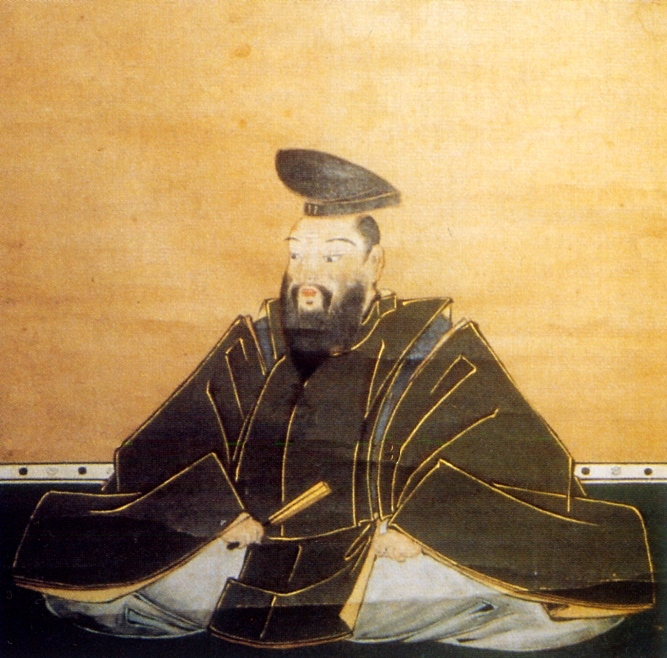
쓰가루 다메노부

쓰가루 다메노부(일본어: 津軽 為信, 1550년 1월 18일 ~ 1607년 3월 29일)는 히로사키번의 초대 번주이다. 관위는 종오위하, 우쿄다이부(右京大夫)이다.

## 출신
출생에 대해서는 의견이 분분하다. 오우라 모리노부(大浦守信)의 아들이라고도 하며, 난부 가문의 서류인 구지(久慈) 가문의 구지 노부나가(久慈信長)의 차남으로 오우라 씨에 양자로 들어갔다는 설도 있다. 오우라 가문 출신이라는 설에 대해서는 쓰가루 씨의 자료와 난부 가문의 자료가 서로 맞지 않아 확실하지 않다. 그를 난부 가문의 일족으로 보는 시각은 예부터 있어왔는데, 도요토미 히데요시가 그에게 보낸 문서에는 그를 '난부 우쿄노스케(南部右京亮)'라고 지칭하고 있으며, 난부 가문의 자료에 난부 가문과의 연결고리가 특히 많이 보인다. 혹자는 쓰가루 가문이 난부 가문과의 연관성을 끊기 위해 오우라 모리노부라는 인물을 만들어낸 것이라고 보기도 한다.

## 독립
1567년, 오우라 다메노리의 양자가 되어, 오우라 씨을 이었다. 그리고 그는 쓰가루 정복의 야망을 드러내기 시작하였다. 이 무렵 쓰가루 지방은 센고쿠 다이묘 난부 노부나오의 친아버지인 난부 가문의 부장 이시카와 다카노부(石川高信)가 이시카와 성에 근거하며 통치하고 있었는데, 1571년(혹은 1581년) 5월 5일, 다메노부는 갑작스럽게 다카노부를 기습하여 승리하였고 결국 다카노부를 자살하게 하였다(이때 죽지 않았다는 설도 있다). 그 후, 나미오카 아키무라(浪岡顕村)가 지키던 나미오카 성을 함락시키는 등의 전과를 거두어, 마침내 1588년, 쓰가루 일대와 소토가하마 정복에 성공하였다. 1590년에는 오다와라 정벌에 참여하여 이시다 미쓰나리의 중개를 통해 도요토미 히데요시로부터 쓰가루의 영지 보유를 인정받았다.
한편, 난부 가문은 다메노부가 소부지레이(惣無事令, 다이묘 간의 개인적 전투를 금지하는 법령)을 어겼다고 히데요시에게 고발했으나, 다메노부가 히데요시의 환심을 사고 있는 터라 큰 처벌은 받지 않았다. 혹자는 이때 처벌조로 4만 5천 석 영지 중 1만 5천 석이 히데요시의 소유로 돌아갔다고도 한다. 이 무렵, 다메노부는 '오우라(大浦)'에서 '쓰가루(津軽)'로 성을 바꾸었다. 쿠노헤 마사자네의 반란(1591년) 진압과 임진왜란(1592년)에도 참전하였으며, 1594년, 근거지를 오우라 성에서 호리고에 성으로 옮겼다.

## 세키가하라 전투 이후
1600년, 세키가하라 전투 당시 주변 세력들이 모두 동군이었기 때문에 다메노부도 셋째 들 노부히라(信枚)와 함께 동군으로 참전하였다. 그러나 적자인 노부타케(信建)는 오사카성에서 도요토미 히데요리의 휘하에 있었고, 서군이 궤멸하자 이시다 미쓰나리의 아들 시게나리를 데리고 돌아왔다. 다메노부는 영지 획득에 있어서 미쓰나리가 중재해 준 은혜를 갚고자 미쓰나리의 아들을 적극적으로 보호했다. 시게나리는 스기야마 하치베(杉山八兵衛)라는 이름으로 번에서 벼슬을 하게 되고, 동생인 다쓰히메(辰姫)가 노부히라의 측실이 되어 차기 번주 노부요시(信義)를 낳으면서 중신이 된다. 하지만 이 때문인지 전투의 논공행상에서는 고즈케노쿠니에 2천 석 영지를 추가받기만 했다. 한편, 세키가하라 전투가 벌어질 때 번내의 가신들이 반란을 일으켰으나, 서군의 패배 소식이 전해지면서 반란군의 사기가 꺾였고 이내 토벌되었다. 그 뒤에도 집안 문제, 덴도(天童) 사건 등으로 성이 함락되는 등 분란이 이어지자, 1603년, 다카오카(高岡, 혹은 鷹岡)에 새로운 성을 짓기 시작하였다. 이 성은 다카오카 성(鷹岡城)으로, 훗날 히로사키성(弘前城)으로 개명되었다. 성의 건설은 진척이 더디어서 다음 대에까지 이어졌다.

## 사망과 쓰가루 소동
1607년, 유력한 후계자로 교토에 머물고 있던 장남 노부타케가 병으로 쓰러졌다는 소식이 전해지자, 다메노부는 자신도 병중임에도 불구하고 노부히라와 함께 교토에 병문안차 방문하였다. 이에 대해서는 아들과 마지막 대면을 하고 싶어서 찾아갔다는 견해도 있지만, 자신도 병중이기 때문에 아들과 함께 의사의 진찰을 받고자 하였다는 설도 있다. 그러나 그 해 10월, 노부타케는 사망하였고, 2개월 후인 12월에 다메노부도 교토에서 58세의 나이로 사망하였다. 아버지가 사망하고, 장남도 죽었으며, 차남 노부카타(信堅)도 이미 세상에 없는지라, 셋째 아들 노부히라가 번주 자리를 잇게 되었다. 이듬해인 1608년, 노부타케의 측근 쓰가루 다케히로(津軽建広) 등의 가신들이 노부타케의 맏아들 구마치요(熊千代)를 추대하고 다메노부의 정식 적자라 주장하며 막부에 재정(裁定)을 요청하며 '쓰가루 소동'(津軽騒動)을 일으켰다. 이에 막부측은 1609년, 노부히라가 적자임을 승인하였고, 노부히라는 다케히로와 구마치요 일파를 숙청하였다.
|  | 제1대 히로사키번 번주 1590년 ~ 1607년 | 후임 쓰가루 노부히라 |